# День страти
«День страти» («Qətl günü») — радянський двосерійний художній фільм 1990 року, знятий режисером Гюльбаніз Азімзаде на кіностудії «Азербайджанфільм».

## Сюжет
За мотивами однойменного роману Юсіфа Самедоглу. Літературознавець, знайшовши рукопис азербайджанського письменника Саді-еффенді, репресованого в 1930-ті роки і давно вже реабілітованого, безуспішно намагається його опублікувати. Час не терпить, до того ж літературознавець серйозно хворий. Світла мета збуджує уяву літератора — і він починає писати книжку про Саді-ефенді та неправедний час…

## У ролях
- Гамлет Хані-заде — хворий / Саді Ефенді / поет
- Елеонора Корізнайте — Майя, дочка гаура / засуджена жінка
- Яшар Нурі — Махмуд
- Аладдін Аббасов — Зульфагар
- Ібрагім Алієв — правитель
- Зульфюгар Баратзаде — Гаджі Енвар
- Насір Садихзаде — Мухтар Карімлі
- Мухтар Ібадов — Гамбар Салахов
- Абдул Махмудов — Татар Тамір
- Рахім Садикбейлі — Зульфугар у молодості
- Ідріс Рустамов — Юфляме Гасим
- Земфіра Садихова — Заміна
- Мирон Фель — Бергман
- Мамедага Мамедов — сусід, актор у жалобній рамці
- Мемедкамаль Казимов — візир
- Аміна Юсіф кизи — Саліма
- Сафура Ібрагімова — дружина Саді Ефенді
- Фірангіз Шаріфова — бабуся
- Шахін Талатоглу — Мошу
- Нурія Ахмедова — Салатин
- Сулейман Ахмедов — Мухаммад, син Саріджі
- Адил Зейналов — Гулам
- Валіахд Валієв — Вахід, голова колгоспу
- Аріф Керімов — лейтенант міліції
- Ахмед Ахмедов — доглядач зоопарку
- Мая Іскендерова — дружина А. Г.
- Мамед Алілі — придворний
- Ф. Валієв — придворний
- Рафік Алієв — придворний
- Маяк Керімов — придворний
- Т. Мамедов — придворний
- Зіллі Намазов — придворний
- Сардар Іскандеров — епізод
- Афрасіяб Мамедов — оратор
- Алі Самедов — оратор
- Хайям Аслан — оратор
- Надір Агаєв — епізод
- Тарлан Бабаєв — епізод
- Сулейман Алескеров — епізод
- А. Садигов — епізод
- Сахіб Гулузаде — епізод
- Мурад Алі огли Дадашев — епізод
- Ельдар Ісрафілов
- Вахід Алієв — епізод
- Рагіб Алієв — епізод
- Бахтіяр Керімов — епізод
- Ашраф Мамаєв — придворний
- Агарафі Рагімов — учасник зустрічі
- Тофік Байрамов — учасник зустрічі

## Знімальна група
- Режисер — Гюльбаніз Азімзаде
- Сценарист — Юсіф Самедоглу
- Оператор — Рафік Кулієв
- Композитор — Айдин Азімов
- Художники — Маїс Агабеков, Азіз Мамедов